# جائحة فيروس كورونا في جمهورية القرم ذات الحكم الذاتي
تُوثق هذه المقالة آثار جائحة فيروس كورونا 2019-2020 في الأراضي الأوكرانية بحكم القانون لجمهورية القرم ذاتية الحكم (التي تدعيها روسيا وتسيطر عليها فعليًا جمهورية القرم) ، وقد لا تتضمن جميع الاستجابات والتدابير والإجراءات الرئيسية حتى الآن.
تدرج الحكومة الروسية حالات في جمهورية القرم في عدد الحالات في روسيا.

## خلفية
في 12 يناير 2020، أكدت منظمة الصحة العالمية (WHO) أن فيروس تاجي جديد كان سببًا لمرض تنفسي لمجموعة من الأشخاص في مدينة ووهان، مقاطعة خوبي، الصين، والذين كانوا قد لفتوا انتباه منظمة الصحة العالمية في البداية في 31 ديسمبر 2019. رُبطت هذه المجموعة في البداية بسوق هوانان للمأكولات البحرية بالجملة في مدينة ووهان. ومع ذلك، فإن بعض الحالات الأولى التي أظهرت نتائج مختبرية لا صلة لها بالسوق، فمصدر الوباء غير معروف.
على عكس السارس لعام 2003، كانت نسبة إماتة الحالات لـ كوفيد-19  أقل بكثير، لكن انتقال العدوى كان أكبر بكثير، مع إجمالي عدد الوفيات. عادة ما يظهر كوفيد-19 في حوالي سبعة أيام بأعراض شبيهة بالإنفلونزا يُظهرها بعض الأشخاص حيث تتطور إلى أعراض الالتهاب الرئوي الفيروسي الذي يتطلب الدخول إلى المستشفى. اعتبارًا من 19 مارس، أصبح كوفيد-19 يُصنف على أنه «مرض معدي عالي الأثر».

## الجدول الزمني

### مارس 2020
في 21 مارس، سُجلت الحالة الأولى.